# Horst-Wessel-Lied
Horst-Wessel-Lied (pol. „Pieśń Horsta Wessela”; także Die Fahne Hoch, tłum. chorągiew wznieś) – były hymn nazistów niemieckich, wykonywany ku czci Horsta Wessela. W okresie Trzeciej Rzeszy pieśń ta była wykonywana bezpośrednio po hymnie państwowym (Das Lied der Deutschen) w tempie wyraźnie żywszym. Wessel, który został zastrzelony w 1930 roku, uznawany był przez nazistów za męczennika. Obecnie jej publiczne wykonywanie, także samej melodii, jest zakazane w Niemczech zgodnie z przepisami §86 i §86a Strafgesetzbuch (kodeksu karnego).

## Geneza utworu
Słowa w 1929 roku napisał Horst Wessel, major Oddziałów Szturmowych NSDAP (SA) we Friedrichshain (dzielnica Berlina). 14 stycznia 1930 Wessel został postrzelony przez Albrechta Höhlera, członka partii komunistycznej; Wessel zmarł 23 lutego. Paramilitarna organizacja Komunistycznej Partii Niemiec Roter Frontkämpferbund w latach 20. i 30., prowadziła z SA otwarte walki uliczne, w których masowo ginęli ludzie. Po śmierci Wessela, Joseph Goebbels uznał go za męczennika ruchu nazistowskiego.
Podczas pogrzebu Wessela członkowie SA odśpiewali Horst-Wessel-Lied. W późniejszym czasie pieśń była regularnie wykorzystywana podczas uroczystości partyjnych, jak również śpiewana przez członków bojówek SA w trakcie ulicznych pochodów.
Melodia pochodzi prawdopodobnie z opery Joseph et ses frères Étienne-Nicolasa Méhula z 1807 roku.

## Tekst
| Wersja oryginalna | Polska wersja literacka z lat 60. |
| --- | --- |
| Die Fahne hoch! Die Reihen fest geschlossen! SA marschiert mit ruhig festem Schritt. Kam'raden, die Rotfront und Reaktion erschossen, Marschier'n im Geist in unser'n Reihen mit. Die Straße frei den braunen Bataillonen. Die Straße frei dem Sturmabteilungsmann! Es schau'n aufs Hakenkreuz voll Hoffnung schon Millionen. Der Tag für Freiheit und für Brot bricht an! Zum letzten Mal wird nun Sturmalarm (/-appell) geblasen! Zum Kampfe steh'n wir alle schon bereit! Bald flattern Hitlerfahnen über allen Straßen. Die Knechtschaft dauert nur noch kurze Zeit! Die Fahne hoch! Die Reihen fest geschlossen! SA marschiert mit ruhig festem Schritt. Kam'raden, die Rotfront und Reaktion erschossen, Marschier'n im Geist in unser'n Reihen mit. | Chorągiew wznieś! Szeregi mocno zwarte! SA to marsz: spokojny, równy krok. A rozstrzelani przez komunę i reakcję Są pośród nas, i dumny jest nasz wzrok. Więc wolny szlak brunatnym batalionom. Więc wolny szlak przed tym, co niesie grom! Na hakenkreuz z nadzieją patrzą już miliony I dzień wolności wstaje nad nasz dom! Już trąbka gra, to apel nasz ostatni! Do boju gotów jest już każdy z nas! Hitlera flagi wkrótce wioną ulicami. Dawnej niewoli już się kończy czas! Chorągiew wznieś! Szeregi mocno zwarte! SA to marsz: spokojny, równy krok. A rozstrzelani przez komunę i reakcję Są pośród nas, i dumny jest nasz wzrok. |

## Parodie utworu w żartach politycznych
W Cichych i gęgaczach, satyrycznej operze Janusza Szpotańskiego napisanej w 1964 roku, która stała się rodzajem szopki politycznej, autor wykorzystał i sparafrazował wiele znanych utworów muzycznych m.in. Horst-Wessel-Lied. Utwór Szpotańskiego jest pamfletem przeciwko rządom Władysława Gomułki, którego nazwał w tym utworze Gnomem, a także satyrą na ówczesne postawy inteligencji.
W czasie wydarzeń marca 1968 Szpotański stał się ulubionym celem niewybrednych ataków I sekretarza. Gomułka nazwał poetę „człowiekiem o moralności alfonsa”, a jego utwór – „reakcyjnym paszkwilem, ziejącym sadystycznym jadem nienawiści do naszej partii”.
W „Operze” utwór śpiewany jest przez chór ZOMO-wców z Golędzinowa. Ten fragment nazywany „Pieśnią pułkownika Cichych” winien być wykonywany na melodię marsza Ludowych Towarzyszy Narodowosocjalistycznej Niemieckiej Robotniczej Partii:
„Gasrurkę wznieś! Szeregi mocno zwarte!
Patrz - kawiarnianych literatów tłum!
To bractwo znów jest krnąbrne i uparte,
Najwyższy czas przyłożyć kilka gum! (bis)
A gdy spod pały gęgaczy krew wytryśnie,
I w nerę wetnie się wojskowy but
Jutrzenka wstanie znów w ludowej nam ojczyźnie,
I wnet nastanie gospodarczy cud! (bis)
Wiec wolny szlak chłopcom z Golędzinowa,
Więc wolny szlak gierojom z KBW,
Najwyższy czas zapełnić cele Mokotowa,
I ku wolności wlec w kajdanach lud! (bis)”
W 2006 roku swoją autorską wersję jak twierdzi, napisaną „specjalnie” dla LPR do muzyki Horst-Wessel-Lied, i parodii opery Szpotańskiego ułożył kontrowersyjny dziennikarz i polityk Józef Kossecki. Utwór był wykonywany także w wersji oryginalnej, jako jeden z utworów ścieżki dźwiękowej serialu animowanego Generał Italia, który parodiował działania wojenne z okresu II wojny światowej.

## Polskie przekłady
Pierwszą literacką wersję Pieśni Horsta Wessela w tłumaczeniu na język polski sporządził Andrzej Lam podczas sympozjum polonistycznego w Samotni 1963.